# 帕氏非洲脂鯉
帕氏非洲脂鯉為輻鰭魚綱脂鯉目脂鯉亞目鮭脂鯉科的其中一種，為熱帶淡水魚，分布於非洲剛果民主共和國Luapula-Moero流域，體長可達13.3公分，棲息在底中層水域，生活習性不明。

## 扩展阅读
維基物種上的相關：帕氏非洲脂鯉